# Quedius balticus
Quedius balticus är en skalbaggsart som beskrevs av Korge 1960. Quedius balticus ingår i släktet Quedius, och familjen kortvingar. Enligt den svenska rödlistan är arten nära hotad i Sverige. Arten förekommer i Götaland. Artens livsmiljö är havsstränder.